# América FC (Pernambuco)
América FC is een Braziliaanse voetbalclub uit Recife in de staat Pernambuco. Tegenwoordig speelt de club thuiswedstrijden wel in de stad Paulista. 

## Geschiedenis

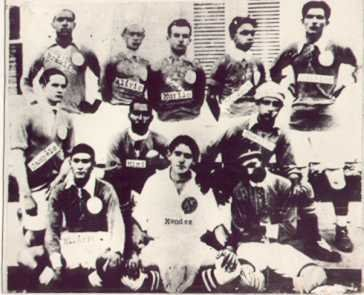
Ploeg die in 1923 de Troféu Nordeste won.

De club werd opgericht in 1914 als João de Barros FC. Op 22 augustus 1915 werd de huidige naam aangenomen na een bezoek van Belfort Duarte aan de stad. Hij bezocht Recife om hulp te vragen bij het oprichten van een nationale sportfederatie en verzocht de club te noemen naar America FC uit Rio de Janeiro.
In 1923 won de club de Troféu Nordeste, een toernooi waaraan acht teams uit vier staten in het noordwesten deelnamen. In 1944 werd de club voor de laatste keer staatskampioen. De club degradeerde later ook enkele malen uit de hoogste klasse.
In 2011 keerde de club na een vijftien jaar lange afwezigheid terug naar de hoogste klasse van Pernambuco, maar moest na twee seizoenen andermaal een stap terugzetten. De club kon nu na één seizoen terugkeren en speelt sinds 2018 terug in de hoogste klasse. De club plaatste zich voor de Série D 2019, waar ze de tweede ronde bereikten tegen América de Natal. Eerder dat jaar degradeerde de club weer uit de staatscompetitie.

## Bekende (oud-) spelers
- Michel Kruin
- Frank Mijnals
- Humphrey Mijnals

## Erelijst
Campeonato Pernambucano
1918, 1919, 1921, 1922, 1927, 1944
Troféu Nordeste
1923